# 章氏麒麟虾
章氏麒麟蝦 （学名：Kylinxia zhangi）是麒麟蝦屬（學名：Kylinxia）的唯一物種，是一種已滅絕的節肢動物。生活在寒武紀第三期時期的中國。是由中國科學院南京地質古生物研究所的科學家團隊發現的一種5億多年前長相奇異的化石。是解答「節肢動物起源之謎」的關鍵過渡型化石。章氏麒麟蝦發現於雲南約5.18億前的寒武紀澄江動物群中，產地層位中國雲南省昆明市海口鎮，寒武系第三階玉案山組帽天山頁岩段。
章氏麒麟蝦長有五隻眼睛，身體嵌合了多種動物的形態特徵，與「四不像」瑞獸——麒麟一般，故命名為麒麟蝦，種名則獻給館捐贈模式標本的章曄暉先生。